# Eucalyptus eremophila
Espèce
Classification phylogénétique
Eucalyptus eremophila est une espèce de plantes à fleurs du genre Eucalyptus et de la famille des Myrtaceae. C'est un arbuste originaire des régions semi-arides de l'Australie-Occidentale. Son épithète spécifique eremophila signifie : « qui aime le désert ».
Il se présente le plus souvent sous forme de mallee, quelquefois avec un tronc unique. Son écorce est lisse, brillante, tombant à la fin de l'été. La nouvelle écorce est jaune-brun, passant progressivement au gris-brun.
Les fruits et les fleurs peuvent varier, mais ils donnent tous un fruit allongé.